# Inyangani
Der Inyangani oder Mount Nyangani ist mit 2592 m der höchste Berg Simbabwes. Er liegt in den Eastern Highlands nördlich von Mutare im Nyanga-Nationalpark. An seinen Hängen entspringen zahlreiche wichtige Flüsse, darunter der Pungwe, der Gairezi und der Odzi.